# Пфейффера
Пфейффера (лат. Pfeiffera) — род суккулентных растений семейства Кактусовые (Cactaceae) произрастающий на территории Аргентины и Боливии.

## Название
Родовое латинское (научное) название Pfeiffera дано в честь Людвига Георга Карла Пфайффера (нем. Ludwig Georg Karl Pfeiffer, 1805–1877), немецкого врача, ботаника, физика и малаколога, автора Enumeratio Cactearum.
Русскоязычное название является транслитерацией латинского.

## Описание

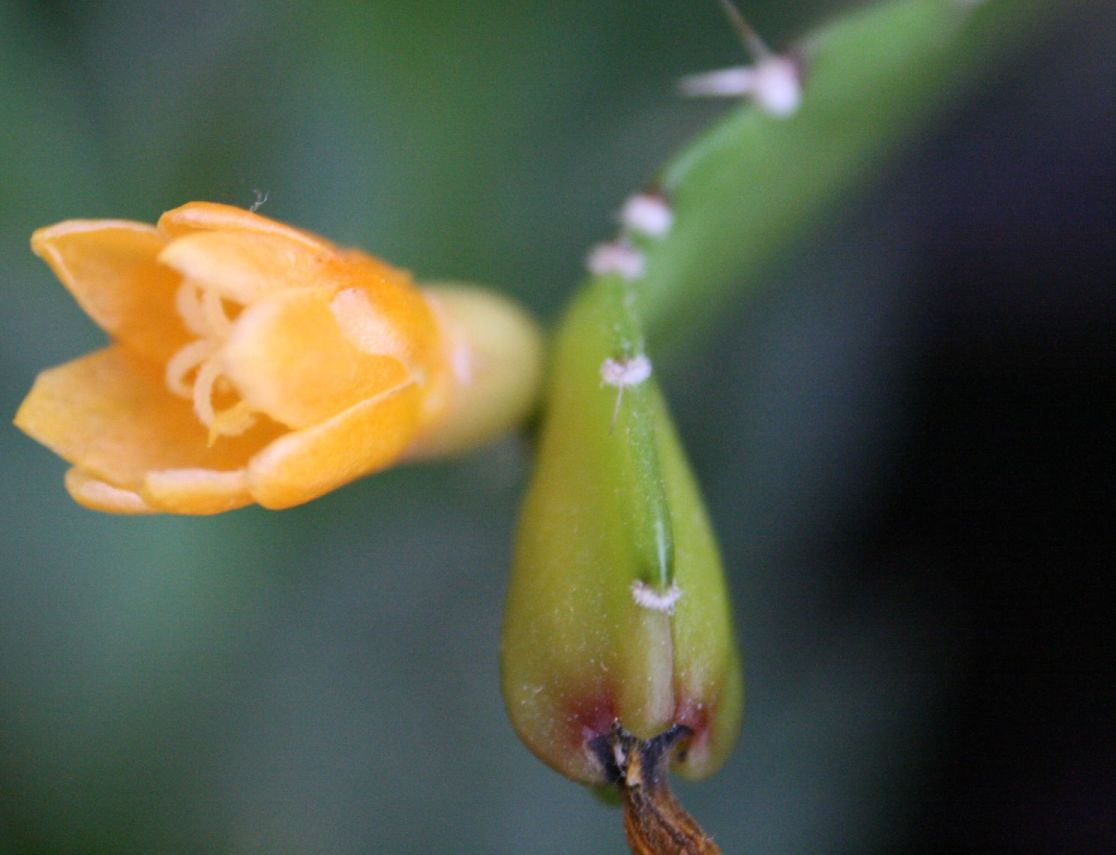
'

Род растений, который в основном представлен эпифитами, литофитами или наземными растениями. Они могут быть прямостоячими или повислыми, имеют разветвленные стебли с сегментами различного размера. В середине стеблей часто встречается ветвление (мезотония), а форма стеблей может быть изменчивой — угловатой или уплощенной. Краевые ареолы растений не имеют бугорков.
Цветки этого рода растут днем и иногда являются самоплодными. Они появляются по бокам стеблей и могут быть многочисленными. Цветки имеют воронковидную форму и обычно окрашены в желтоватый, оранжевый или белый цвет. Опылением занимаются насекомые и колибри. Плоды данного рода растений имеют шаровидную форму и могут быть колючими, шелковистыми или голыми. Они частично прозрачные с прожилками и имеют беловатый, коричневатый, оливково-зеленый, розоватый или красно-оранжевый оттенок. Иногда на плодах остаются остатки засохшего околоцветника. Семена черные, блестящие и удлиненные. Они имеют разветвленный или длиннохвостый жгутик, что является типичной особенностью для этого рода.

## Таксономия
Pfeiffera Salm-Dyck, первое упоминание в Cact. Hort. Dyck., ed. 1844: 40 (1845).

### Синонимы
Гетеротипные (основанные на разных номенклатурных типах):
- Bolivihanburya Guiggi (2016)

### Виды
Подтвержденные виды по данным сайта Plants of the World Online на 2023 год:
- Pfeiffera asuntapatensis (M.Kessler, Ibisch & Barthlott) Ralf Bauer
- Pfeiffera boliviana (Britton) D.R.Hunt
- Pfeiffera ianthothele (Monv. ex Salm-Dyck) F.A.C.Weber
- Pfeiffera miyagawae Barthlott & Rauh
- Pfeiffera monacantha (Griseb.) P.V.Heath
- Pfeiffera paranganiensis (Cárdenas) P.V.Heath